# 新加尔文主义
新加尔文主义是荷兰加尔文主义的一种形式，是由神学家和前荷兰首相亚伯拉罕·凯波尔（Abraham Kuyper）发起的运动。詹姆斯·布雷特（James Bratt）提出了许多不同类型的荷兰加尔文主义：分离派（Seceders），分为‘西部派’改革宗和认信主义；新加尔文主义者；积极派和对抗派加尔文主义者。分离派主要持堕落后预定论，而新加尔文主义者通常是堕落前预定论者。 
凯波尔希望从他眼中的敬虔主义的沉睡中唤醒教会。他讲到：
我们的精神世界无法被分割开来，并且人类所生存的这个世界也无一处是基督不能宣告为己有的，他是万有的主。
这句名言已经成为新加尔文主义的的集结号。

## 新加尔文主义的重点
资料来源： 
- 耶稣是万物之主。耶稣的王权遍及生活的各个方面，并不仅限于教会或个人性的虔诚信仰。
- 所有生命都会被救赎。耶稣在十字架上的工作遍及所有的生命 – 任何领域都不能免受其影响。通过基督的救赎，所有知识都被上帝的真知识所影响。 [4]
- 文化使命。创世记1：26-28被描述为文化使命。这一使命是基于创造的培育与发展。[5]有历史的发展和文化的发展两个概念。一些新加尔文主义者认为文化使命与大使命同样重要。 [6]
- 创造，堕落和救赎。上帝的美好创造被堕落打断了。救赎是创造的恢复。 [7]
- 领域主权（Souvereiniteit in Eigen Kring/Sphere Sovereignty）。生命的每个领域（或部分）都有自己独特的责任和权柄，这是上帝所设计的：例如致力于敬拜，民事司法，农业，家庭等的社区。生活中没有任何一个领域对另一个领域拥有主权。因此，无论是信仰团体还是民事司法机构（即国家），都不应在其有限的权限范围外寻求集权控制或任何对人类活动的管制。 [8]
- 拒绝二元论。二元论是（据称错误的）分歧，二分法，对比或对立，例如自然界与恩典之间的二元论（据称）主导了许多经院主义学说。在新加尔文主义者看来，自然是神创造和维持的宇宙秩序，而不是“非超自然”范畴。恩典是神更新宇宙秩序的手段，而不是在自然界中添加的“非创造性”的存有 （尽管在末世论上体现在身体复活进入永生的荣耀圆成和对新天地的宇宙性转化）。
- 结构和方向。结构表示被造物的创造规律和规范。方向表示相对偏差或符合规范；主要是关于人心朝向或偏离在基督里的上帝。[9]
- 普遍恩典。尽管人类堕落陷入了罪恶，被上帝诅咒并且最终未得救赎之人会被他定罪，上帝依然维持了创造秩序，限制可能发生的罪恶并且给予所有人非救赎性的礼物。 [10]
- 预设派护教学。整体来看，只有在基督教世界观内所有关于世界的事实才可以被清晰地理解，尤其是改革宗神学世界观。使用逻辑的基本原理和理性都预设了上帝的存在。预设主义是对基督教护教学的归谬的方法。它认为所有非基督教的世界观是不自洽的。
- 对立。无论是在历史中还是在每个人心里都有一种在选择顺服和反抗上帝之间的挣扎；在光明王国和黑暗王国之间的挣扎；和在即将到来的时代（已经在基督里开始）和现在邪恶的（罪恶）时代之间的挣扎。[11]
- 世界观。新加尔文主义者拒绝思想是可能宗教中立的观点。所有思想和实践都受到世界观和宗教基本动机的影响。对于新加尔文主义者来说，生活的方方面面都可以被一种独特的基督教世界观来塑造。 [12]
- 律法的作用。对于新加尔文主义者来说，“律法”不只是摩西十诫，甚至不只是上帝整个的不变的道德意志。律法是由上帝建立的创造秩序（或文化使命），涵盖了各种文化规范，包括生理，心理，逻辑，历史，语言，社会，经济，美学，司法和信仰规范。

## 新加尔文主义的关键人物
- 纪尧姆·格罗恩·范·普林斯特（Guillaume Groen van Prinsterer）
- 亚伯拉罕·凯波尔（Abraham Kuyper）
- 赫尔曼·巴文克
- 克拉斯·希尔德（Klaas Schilder）
- 赫尔曼·杜伊维尔德（Herman Dooyeweerd）
- 格雷格·班森（Greg Bahnsen）
- D. H. Th. 沃伦霍芬
- 格里特·科尼利斯·伯库维尔（Gerrit Cornelis Berkouwer）
- R. J. Rushdoony
- 克雷格·巴塞洛缪（Craig Bartholomew）
- R. J. Rushdoony
- 尼古拉斯·沃尔特斯托夫（Nicholas Wolterstorff）
- 詹姆斯·卡·史密斯（James K.A. Smith）
- 理查德·穆（Richard Mouw）
- 乔治·马斯登（George Marsden）
- 科尼利厄斯·普兰丁格（Cornelius Plantinga）
- 埃尔·赫布登·泰勒（E. L. Hebden Taylor）
- 埃文·亚纳（H. Evan Runner）
- 汉斯·鲁克玛克（Hans Rookmaaker）
- 奥古斯特·莱瑟夫（Auguste Lecerf）
- 查克·科尔森（Chuck Colson）
- 斯蒂芬·雅各布·杜·托伊特（Stephanus Jacobus du Toit）

## 新加尔文主义的机构和组织
- 加利福尼亚雷德兰兹的箭头基督教学院
- 密歇根州大急流城加尔文学院
- 公共正义中心
- Dordt学院，Sioux Center， IA ，USA。
- 荷兰阿姆斯特丹自由大学
- 荷兰坎彭的改革宗教会神学大学
- 基督教学术研究所，多伦多，加利福尼亚
- 凯波尔学院
- 宾夕法尼亚州比弗福尔斯日内瓦学院
- 佐治亚大学，Lookout Mtn，佐治亚州
- 救赎主大学，安卡斯特， ON ， CA
- 伊利诺伊州帕罗斯高地的三一基督教学院
- 加州艾伯塔省埃德蒙顿国王学院

## 关键文本
- Bavinck, Herman,  （巴文克，改革宗教义学）
- Kuyper, Abraham, （凯波尔，加尔文主义讲座）
- Rushdoony, R.J., By This Standard
- Rushdoony，R. J., The Institutes of Biblical Law
- Rutherford, Samuel, , Lex Rex

## 笔记
1. ↑  Bratt, James. . 1984.
2. ↑  Inaugural Lecture, Free University of Amsterdam, 1880.
3. ↑  Bishop, Steve, , , Google,   [2021-05-24], （原始内容存档于2021-11-18）.
4. ↑  Frey, Bradshaw;  et al, , Ontario: Paideia Press, 1983.
5. ↑  Spykman 1992, p. 109.
6. ↑  Colson & Pearcey 1999, p. 295.
7. ↑  Melleby, Derek, , Vanguard church, （原始内容存档于2009-08-19）.
8. ↑  Kuyper, Abraham, , Bratt, James D  (编), , Grand Rapids: William B Eerdmans, 1998.
9. ↑  Wolters 2005, chapter 5.
10. ↑  Mouw, Richard, , Grand Rapids: William B Eerdmans, 2002.
11. ↑  Spykman 1992, p. 65.
12. ↑  Marshall, Paul A (编), , Toronto: University Press of America: etal, 1989.

## 进一步阅读
- Bratt, James, , Wipf and Stock, 1984 [Eerdmans].
- ———, , Wells, David F  (编), , Baker, 1997.
- Colson, Chuck; Pearcey, Nancy, , Wheaton, IL: Tyndale House: 295, 1999.
- Dennison, William D.  (PDF). Journal of the Evangelical Theological Society. June 1999, 42 (2): 271–291  [2021-05-24]. （原始内容存档 (PDF)于2021-02-26）.
- McGoldrick, James E, , Welwyn, UK: Evangelical Press, 2000.
- Mouw, Richard J, , Calvin Theological Journal, 1989, 24 (1): 93–120.
- Spykman, Gordon J, , Grand Rapids: William B Eerdmans, 1992.
- Wolters, Albert M,  2nd, Grand Rapids: William B Eerdmans, 2005 [1985], ISBN 0-8028-2969-4.